# Ernst Salomon Cyprian

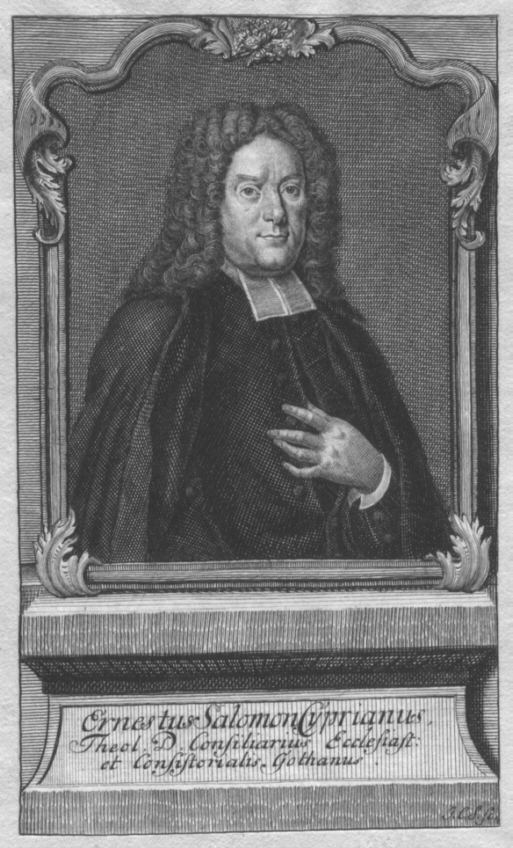
Ernst Salomo Cyprian, zeitgenössischer Kupferstich aus der Porträtsammlung der Franckeschen Stiftungen

Ernst Salomon Cyprian (* 22. September 1673 in Ostheim; † 19. September 1745 in Gotha) war ein deutscher lutherischer Theologe und Bibliothekar.

## Leben
Der Sohn eines Apothekers studierte Medizin in Jena und Leipzig. Dann beschäftigte er sich mit Theologie. Als Schüler Johann Andreas Schmidts wandte er sich dem kirchengeschichtlichen Studium zu. Im Jahre 1699 wurde Cyprian außerordentlicher Professor der Philosophie an der Universität Helmstedt, im darauffolgenden Jahr Professor der Theologie am Collegium Casimirianum in Coburg sowie dessen Direktor. In Wittenberg promovierte Ernst Cyprian im Jahr 1706 zum Doktor der Theologie. 1713 wurde er Mitglied des Oberkonsistoriums in Gotha; 22 Jahre darauf wurde er dessen Vizepräsident. Zusammen mit seinem Freund Valentin Ernst Löscher zählt Ernst Salomon Cyprian als einer der letzten bedeutenden Vertreter der lutherischen Orthodoxie. Er galt als Gegner von Christoph Matthäus Pfaff. Zudem war Cyprian Bibliothekar der Fürstlichen Bibliothek auf Schloss Friedenstein. 1714 veröffentlichte er den Catalogus codicum manuscriptorum Bibliothecae Gothanae (Katalog der Handschriften in der Gothaschen Bibliothek), eine wichtige Quelle zur Buchgeschichte, Bibliotheksgeschichte und Bildungsgeschichte Mitteldeutschlands, insbesondere Thüringens. Sein Nachfolger war Julius Karl Schläger, der den Ankauf Cyprians Privatbibliothek verhinderte.
Seit 1703 war er auswärtiges Mitglied der damaligen Königlich Preußischen Sozietät der Wissenschaften.
Er war seit 1715 mit der Dichterin Juliane Magdalene Cyprian verheiratet.

## Werke
- Hilaria Evangelica, Oder Theologisch-Historischer Bericht Vom Andern Evangelischen Jubel-Fest : Nebst III. Büchern darzu gehöriger Acten und Materien, Deren das Erste, Die Obrigkeitlichen Verordnungen, und viele Historische Nachrichten, Das Andere, Orationes und Programmata Jvbilæa, Das Dritte Eine vollständige Beschreibung der Jubel-Medaillen begreiffet ; Mit Kupffern, Summarien und einem nützlichen Register. Weidmann, Gotha/Leipzig 1719 (Digitalisat des Exemplars der Universitäts- und Landesbibliothek Sachsen-Anhalt).
- Uberzeugende Belehrung vom Ursprung und Wachsthum des Pabstthums, nebst einer Schutz-Schrifft vor die Reformation, aus avthentiqven Uhrkunden abgefasset von Ernst Salomon Cyprian, D. Kirchen- und Consistorial-Rath zu Gotha. Reyher, Gotha 1719 (Digitalisat des Exemplars der Bayerischen Staatsbibliothek).
- Abgedrungener Unterricht v. kirchl. Vereinigung der Protestanten aus Liebe z. nothleidenden Wahrheit abgefaßt, mit hist. Originaldokumenten bestärkt. Frankfurt 1722.
- Unpartheyischer Bericht vom Vorrecht der Erstgebohrnen In Illvstren Familien. Reyher, Gotha 1727 (Digitalisat des Exemplars der Universitäts- und Landesbibliothek Sachsen-Anhalt).
- Nothwendige Verthaidigung der evangelischen Kirche wider die Arnoldische Ketzerhistorie. Frankfurt/Leipzig 1745.
- Vernünfftige Warnung für dem Irrthum von Gleichgültigkeit derer Gottesdienste, oder Religionen, zu Stärckung der Glaubigen und Erhaltung gemeiner Ruhe. Dantzig 1745 (Digitalisat).